# Motiejus Valančius
Motiejus Valančius, Maciej Wołonczewski (ur. 16 lutego?/28 lutego 1801 w Nasrėnai w guberni kowieńskiej, zm. 17 maja?/29 maja 1875 w Kownie) – litewski duchowny rzymskokatolicki, pisarz, historyk, etnograf, teolog, biskup żmudzki w latach 1849–1875.

## Życiorys
W 1828 roku przyjął święcenia kapłańskie. Był profesorem teologii w Wilnie i Petersburgu, a także rektorem seminarium duchownego i gimnazjum w Worniach. W latach 1849–1875 pełnił funkcję biskupa żmudzkiego. Konsekrowany w Petersburgu przez arcybiskupa Kazimierza Dmochowskiego w 1850 roku. W czasie swojego pontyfikatu negatywnie odnosił się do powstania styczniowego. 18 sierpnia 1863 wydał list pasterski, nawołujący do posłuszeństwa wobec rosyjskiego cesarza. W 1864 roku z nakazu władz carskich przeniósł stolicę diecezji żmudzkiej z Worni do Kowna.
Valančius był miłośnikiem historii i literatury litewskiej. Był propagatorem odrodzenia świadomości narodowej wśród Litwinów. Angażował się w działalność społeczną i dydaktyczną. Jako jeden z pierwszych autorów pisał w języku litewskim. Był autorem pracy historycznej o biskupstwie żmudzkim Żemaičių vyskupystė (1848) oraz licznych powieści i czytanek, m.in. Vaikų knygelė (1864) i Palangos Juzė (1869).
Po upadku powstania styczniowego i zakazie publikowania literatury litewskojęzycznej z użyciem alfabetu łacińskiego, wydanego przez władze carskie, zorganizował przemyt i dystrybucję literatury litewskiej drukowanej w Prusach Wschodnich.